# G級潜水艦 (アメリカ海軍)
G級潜水艦 (G-class submarine) は、アメリカ海軍の潜水艦の艦級。ニューポート・ニューズ造船所、レイク・トルペード・ボート、ウィリアム・クランプ・アンド・サンズの各社で、計4隻が建造された。本級の4隻はその相違点により、各艦が個別の艦級と見なされる場合がある。

## 同型艦
- シール G-1 (USS Seal/G-1, SS-19 1/2)

　ニューポート・ニューズ造船所建造　就役:1912年10月28日　退役:1920年03月06日
　1911年11月17日改称、予定艦名の由来はネコ目アザラシ科全体にオットセイを加えた海獣の総称。
- ツナ G-2 (USS Tuna/G-2, SS-27)

　レーク・トーピッド・ボート建造　就役:1913年12月1日　退役:1919年4月2日
　1911年11月17日改称、予定艦名の由来はサバ科マグロ族に属するマグロ・カツオなど大型海水魚の総称。
- ターボット G-3 (USS Turbot/G-3, SS-31)

　レーク・トーピッド・ボート建造　就役:1915年3月22日　退役:1921年5月5日
　1911年11月17日改称、予定艦名の由来はカレイ目スコプタルムス科に属する大型カレイの総称。
- スラッシャー G-4 (USS Thrasher/G-4, SS-26)

　ウィリアム・クランプ建造　就役:1914年1月22日　退役:1919年9月5日
　1911年11月17日改称、予定艦名の由来はツグミモドキ属を中心としたマネシツグミ科に属する小鳥の総称。